# Kip Keino Classic 2024
Kip Keino Classic 2024 – 5. edycja międzynarodowego mityngu lekkoatletycznego, który odbył się 20 kwietnia 2024 roku na Nyayo National Stadium w Nairobi. Zawody były zaliczane do cyklu World Athletics Continental Tour Gold w sezonie 2024.

## Wyniki
| WL – najlepszy wynik na listach światowych w sezonie \| NR – rekord kraju \| PB – rekord życiowy \| SB – najlepszy wynik w sezonie \| MR – rekord mityngu |

### Mężczyźni
| Konkurencja                   | 1. miejsce        | Rezultat       | 2. miejsce        | Rezultat      | 3. miejsce       | Rezultat    |
| Bieg na 100 m                 | Kenneth Bednarek  | 9,91w          | Emmanuel Matadi   | 9,99w         | Jeremiah Azu     | 10,00w      |
| Bieg na 200 m                 | Courtney Lindsey  | 19,71 MR WL PB | Letsile Tebogo    | 19,71 =MR =WL | William Reais    | 20,54 SB    |
| Bieg na 400 m                 | Bayapo Ndori      | 44,10 MR WL PB | Bryce Deadmon     | 44,41 SB      | Leungo Scotch    | 44,54 PB    |
| Bieg na 800 m                 | Emmanuel Wanyonyi | 1:43,57 WL     | Aaron Cheminingwa | 1:44,10 PB    | Ferguson Rotich  | 1:44,90 SB  |
| Bieg na 1500 m                | Reynold Cheruiyot | 3:31,96 WL     | Brian Komen       | 3:32,29 PB    | Daniel Munguti   | 3:33,71 PB  |
| Bieg na 5000 m                | Abdisa Fayisa     | 13:34,77 PB    | Levy Kibet        | 13:38,39 SB   | Charles Rotich   | 13:39,16 PB |
| Bieg na 3000 m z przeszkodami | Abraham Kibiwott  | 8:20,54 WL     | Amos Serem        | 8:21,40 SB    | Matthew Kosgei   | 8:23,84 SB  |
| Rzut młotem                   | Ethan Katzberg    | 84,38 MR WL AR | Mychajło Kochan   | 80,76 EL      | Wojciech Nowicki | 79,14 SB    |
| Rzut oszczepem                | Gatis Čakšs       | 81,74 SB       | Thomas Röhler     | 80,62 SB      | Timothy Herman   | 79,94 SB    |

### Kobiety
| Konkurencja                   | 1. miejsce         | Rezultat      | 2. miejsce         | Rezultat    | 3. miejsce              | Rezultat    |
| Bieg na 100 m                 | Gina Bass          | 11,33 SB      | Bassant Hemida     | 11,51 SB    | Shannon Ray             | 11,53       |
| Bieg na 800 m                 | Mary Moraa         | 1:57,96 MR SB | Vivian Kiprotich   | 1:58,26 SB  | Nelly Jepkosgei         | 1:58,93 SB  |
| Bieg na 1500 m                | Mary Ekiru         | 4:06,26       | Edinah Jebitok     | 4:07,22 SB  | Hawi Abera              | 4:10,96     |
| Bieg na 5000 m                | Marta Alemayo      | 15:14,54 PB   | Margaret Kipkemboi | 15:19,76 SB | Lemlem Nibret           | 15:20,99 SB |
| Bieg na 400 m przez płotki    | Amalie Iuel        | 54,89 MR EL   | Paulien Couckuyt   | 55,23 SB    | Bianca Stubler          | 56,69 SB    |
| Bieg na 3000 m z przeszkodami | Stella Rutto       | 9:39,57 SB    | Leah Jeruto        | 9:39,94 SB  | Daisy Jepkemei          | 9:41,13 SB  |
| Skok wzwyż                    | Michaela Hrubá     | 1,90 SB       | Maja Nilsson       | 1,90 =SB    | Elena Vallortigara      | 1,86 SB     |
| Rzut młotem                   | Janee' Kassanavoid | 75,99 SB      | Bianca Ghelber     | 74,06 EL    | Beatrice Nedberge Llano | 70,77 SB    |

## Rekordy
Podczas mityngu ustanowiono 1 krajowy rekord w kategorii seniorów:
| Zawodnik       | Reprezentacja | Konkurencja | Rezultat |
| -------------- | ------------- | ----------- | -------- |
| Ethan Katzberg | Kanada        | rzut młotem | 84,38    |